# Yurie Nagashima
Yurie Nagashima (jap. 長島 有里枝, Nagashima Yurie; * 1973 in Nakano, Tokio) ist eine japanische Fotografin und zeitgenössische Künstlerin, die überwiegend in den Genres Selbstporträt, Porträtfotografie, Straßenfotografie und Stillleben arbeitet. Nagashima wurde im Jahr 2000 mit dem Kimura Ihei Shashin-shō ausgezeichnet. Sie arbeitet als Dozentin für Fotografie an der Kunsthochschule Musashino in Tokyo.

## Leben
Nagashima wurde in Japan bekannt, nachdem sie vom bekannten Fotografen Nobuyoshi Araki für den zum zweiten Mal verliehenen Urbanart-Award nominiert wurde. Sie erhielt den Preis für eine Reihe von Selbstporträts, die sie und ihre Familie nackt zeigten. Zur Zeit der Preisverleihung war Nagashima noch Studentin an der Kunsthochschule Musashino, wo sie ihr Studium 1995 mit einem Bachelor in Design und visueller Kommunikation abschloss.
Zusammen mit der amerikanischen Fotografin Catherine Opie stellte sie im gleichen Jahr ihre Werke in der Parco Gallery in Tokyo aus. Nach dieser Zusammenarbeit schrieb sie sich 1997 am California Institute of the Arts ein, um unter Opies Betreuung den Abschluss Master of Fine Arts (MFA) zu erlangen, der ihr 1999 verliehen wurde.
Nagashima veröffentlichte mehrere Fotobände, die die Themen Familie, Geschlecht, Identität und Sexualität behandeln. Im Westen wurde sie mit der amerikanischen Fotografin Nan Goldin verglichen. Durch ihre zum Teil provokanten Bilder fordert Nagashima die öffentliche Wahrnehmung von Obszönität und der Zensur in Japan.  Ihre Werke wurden in mehreren Gruppen- und Einzelausstellungen in der Galerie SCAI The Bathhouse in Tokyo gezeigt. Neben ihrer Arbeit als Fotografin und Dozentin veröffentlichte Nagashima eine Reihe biographischer Geschichten aus ihrer Kindheit.

## Auszeichnungen
- 1993 – UrbanArt #2
- 2000 – Kimura Ihei Shashin-shō